# Guatemala nos Jogos Olímpicos de Verão de 1952
A Guatemala competiu nos Jogos Olímpicos pela primeira vez nos Jogos Olímpicos de Verão de 1952 em Helsinque, Finlândia.
Competiram 21 desportistas (20 homens e 1 mulher) em 6 desportos, não conseguindo medalhas.

## Resultados por Evento

### Ciclismo

#### Competição de Pista
1 km contra o relógio masculino
- Gustavo Martínez
  - Final — 1:18.9 (→ 24º lugar)

 Velocidade individual masculino
- Gustavo Martínez — (→ 26º lugar)